# Courant d'obscurité
Le courant d'obscurité est le courant électrique résiduel d'un photodétecteur en l'absence d'éclairement lumineux. Par opposition, le courant résultant de cet éclairement lumineux est appelé photocourant.
Le courant d'obscurité est l'une des sources principales de bruit dans les capteurs photographiques tels que les capteurs CCD.
Le courant d'obscurité s'exprime en densité de courant [A/m2] ou en électron/pixel/seconde [e-/pix/s].